# Lee Dayeon
Lee Dayeon (en coreà, «이다연»; Corea del Sud, c. 2002) és una estudiant universitària i activista mediambiental sud-coreana. Implicada en la defensa contra el canvi climàtic i els impactes de la indústria petroliera, fou pionera i liderà la cooperació entre el moviment musical K-pop i la reivindicació ambiental. Aquella contribució social li valgué ser distingida com una de les dones més influents del món de l'any 2023 per la radiotelevisió britànica BBC.

## Trajectòria
Lee Dayeon, fan des d'adolescent de la música K-pop, era en data de 2023 una estudiant en l'àmbit de les relacions internacionals a la Universitat d'Estudis Estrangers de Tòquio (TUFS). Havia participat prèviament en iniciatives del moviment Youth 4 Climate i l'any 2021 es convertí, a través de la participació del també l'afeccionat al K-pop i activista climàtic indonesi Nurul Sarifa, en la principal fundadora i dinamitzadora del moviment mediambiental Kpop4Climate. Aquesta plataforma de vuit activistes musicals i digitals es convertí ben aviat en una campanya d'èxit per encoratjar els joves a participar, mitjançant aquest gènere musical de masses, en la reivindicació mediambiental.
Des de la seva fundació, Kpop4Climate amb Dayeon al capdavant promocionà campanyes digitals a les xarxes socials a Tailàndia, Espanya i als Estats Units d'Amèrica, amb diversos ambaixadors que en prengueren part institucionalment. Entre les activitats polítiques més destacades, la plataforma aconseguí més d'11.000 signatures per a provar de forçar que Hyundai Motor, patrocinador del grup coreà BTS (un dels més reconeguts de l'escena K-pop) cancel·lés un acord comercial amb una empresa indonèsia proveïdora d'alumini que buscava construir una central elèctrica de carbó.
Un dels altres vessants més destacats de Dayeon és que arribà a la conclusió que el moviment urbà i social entorn del K-pop estava encara massa vinculat al consum massiu de discos físics, amb la consegüent producció de plàstics innecessaris i residus. Això feu que es convertís en una defensora de la minimització d'aquesta comercialització i la transició digital cap a la publicació preferent en plataformes musicals, com passava amb la majoria d'altres estils. En aquest sentit, també assolí que les majors empreses d'entreteniment musical coreanes establissin protocols de mesura de la seva petjada de carboni i canvis fefaents per a reduir-la, com ara JYP Entertainment, YG Entertainment i Kakao Entertainment (que opera la gran plataforma musical Melon).
Per la seva tasca de referència generacional i de nous vincles entre els fans d'un gènere musical i la protesta a favor del clima, representada sota l'eslògan «No hi ha K-pop en un planeta mort», la seva figura rebé una cobertura mediàtica significativa i més de 57.000 persones hi participaren en alguna de les accions. La BBC decidí incloure-la com una cent de les dones més inspiradores i influents del món del 2023 en la selecció anual 100 Women de la BBC, l'única sud-coreana d'aquell any.